# Asian-Australasian Journal of Animal Sciences
Asian-Australasian Journal of Animal Sciences (ook AJAS) is een internationaal, aan collegiale toetsing onderworpen wetenschappelijk tijdschrift op het gebied van de veeteelt. De naam wordt in literatuurverwijzingen meestal afgekort tot Asian. Australas. J. Anim. Sci. Het wordt uitgegeven door de Asian-Australasian Association of Animal Production Societies en verschijnt 4 keer per jaar.